# 旧ロシア領事館 (函館市)
旧ロシア領事館（きゅうロシアりょうじかん、ロシア語: Старое русское консульство、英語: Old Russian Consulate）は、北海道函館市船見町にあるかつてのロシア帝国およびソビエト連邦の領事館建物である。函館市の「景観形成指定建築物」に指定されており、日本で現存する唯一のロシア帝国による在外公館建築である。
ロシア領事館は安政5年（1858年）に箱館（大工町、現・元町）に開設され、1872年（明治5年）にいったん閉鎖されたが、1906年（明治39年）に現在地に再度設置された（建物は1908年の再建）。函館の領事館としては最も早く開設された。ロシア革命後、日ソ基本条約締結によりソビエト連邦の領事館となった。太平洋戦争末期の1944年に閉鎖され、以降は在外公館としては使用されていない。戦後は1952年から外務省の管理となり、1964年に函館市が購入、「函館市立道南青年の家」となった。「道南青年の家」は1996年で廃止となり、長年閉鎖されたままの状態であった。2020年に1日だけ一般公開された。
2021年に名古屋市内の企業「ソヴリン」に売却され、2023年3月にホテルとして再生する工事が始まった。同社の社長夫人は北海道出身で、函館ともゆかりの深い作家の谷村志穂であり、谷村も再生計画に関与しているという。
2025年7月に「HOTEL白林HAKODATE」と開業する予定となっている。

## 沿革
- 1858年（安政5年） - ロシア領事館が箱館に開設される。初代領事にヨシフ・ゴシケーヴィチが着任。亀田にロシア病院を開院[9]。
- 1860年（万延元年）- 大工町（現・函館ハリストス正教会の敷地）に領事館竣工。同地内に教会も併設される。
- 1861年（文久元年）- 司祭マホフの後任としてニコライ着任。同年、ロシア病院が火災で焼失、1863年（文久3年）頃に領事館隣に再建するが、1866年（慶応2年）に再度焼失[9]。
- 1865年（慶応元年）- 英国領事館の火事でロシア領事館も類焼する。
- 1869年（明治2年）- 箱館戦争が旧幕府軍の降伏により終結する。開拓使設置される。
- 1870年（明治3年）- アレクサンドル・オラロフスキー（ロシア語版）領事着任。ロシア領事と開拓使の間でロシア人墓地の正式契約が交わされる。
- 1872年（明治5年）- オラロフスキーがロシアへ帰国。事実上領事館は閉館。ニコライ司祭が上京する。
- 1906年（明治39年）- ワシリイ・トラウトショリド副領事（トラウドショリド領事）着任。領事館開庁[10]。
- 1907年（明治40年）- 明治40年函館大火により領事館や正教会が焼失する。
- 1908年（明治41年） - 燃失地にロシア領事館が再建される（現存の建物）。
- 1925年（大正14年） - 日ソ基本条約締結に伴い、ソ連領事館となる。
- 1944年（昭和19年）10月1日 - ソ連領事館が閉鎖となる[11]。
- 1952年（昭和27年） - 外務省の所管となる。
- 1964年（昭和39年） - 函館市が外務省から土地・建物を購入
- 1965年（昭和40年） - 「函館市立道南青年の家」がオープン
- 1996年（平成8年）- 道南青年の家、廃止。
- 2013年（平成25年）9月28日 - NPO法人はこだて街なかプロジェクト主催により17年ぶりの一般公開。一日の来館者1200人[12]。
- 2014年（平成26年）8月23日 - ハコダテ☆ものづくりフォーラム主催により利活用をテーマにした国際設計コンペ開催。同率一等 LUCIEN PUECH ・小椋 祥司 [13]。
- 2020年（令和2年）
  - 2月 - 函館市が次年度予算で旧ロシア領事館売却を検討していることが報道される
  - 3月6日 - 8市民団体が共同で売却反対要望書を函館市に提出[14]。
  - 6月26日 - 日本建築学会が保存に関する要望書を函館市に提出[15]。
  - 9月4日 - 函館市が「もと道南青年の家（旧ロシア領事館）活用事業プロポーザル」について情報開示[16]。
  - 9月12日 - 7市民団体が共同で一般公開。荒天の中で来館者200人[17]。
  - 9月13日 - 7市民団体が共同で函館市亀田交流プラザにて「旧ロシア領事館の価値を学ぶ集い」を開催。参加者120名[18]。